# Giuffrido Burel di Amboise
Giuffrido Burel di Amboise (... – 1101) è stato un nobile e cavaliere medievale francese.
Fu signore di Amboise jure uxoris e cavaliere nella Crociata del 1101, combattendo nell'esercito di Guglielmo IX. Si noti che non è lo stesso Giuffrido Burel che era un comandante al servizio di Pietro l'Eremita.
Giuffrido fu fatto sposare con Corba di Thorigne, signora di Amboise, la figlia del genero di Folco IV d'Angiò. Vedova due volte, il matrimonio di Corba fu organizzato da Folco per mantenere il controllo dei possedimenti di Amboise.
Come era tipico dell'esercito di Guglielmo, in cui le mogli accompagnavano i loro mariti nella crociata, Corba andò con Giuffrido in Terra Santa. Giuffrido fu ucciso nella battaglia di Eraclea Cibistra e Corba fu rapita dai turchi selgiuchidi e non se ne seppe più nulla.